# Peter Hasse der Ältere
Peter Hasse der Ältere (* um 1575 in Franken; begraben 16. Juni 1640 in Lübeck; auch Petrus Hasse genannt) war ein Organist und Komponist der norddeutschen Orgelschule.

## Leben
Über Hasses frühe Jahre ist wenig bekannt. Möglicherweise war er Schüler von Jan Pieterszoon Sweelinck. Im Jahre 1616 übernahm er von seinem Vorgänger Hermann Ebel das Organistenamt an der Lübecker Marienkirche. Zusammen mit seinen Nachfolgern Franz Tunder und Dieterich Buxtehude ist Hasse dafür verantwortlich, dass Lübeck zu einem der musikalischen Zentren Norddeutschlands wurde. Von seinem Ansehen zeugen mehrere Gehaltserhöhungen.
Auch durch seine Schüler und Söhne bekam seine Orgelkunst eine weithin ausstrahlende Wirkung. Bis auf den ältesten Sohn Johannes, dessen Tochter Anna Dorothea mit dem Buxtehude-Schüler Nicolaus Bruhns verheiratet war, wurden alle Söhne Hasses Musiker.
Peter Hasse der Ältere war Urgroßvater des berühmten Rokoko-Komponisten Johann Adolf Hasse.
Hasses Schaffen ist nur bruchstückhaft überliefert. Erhalten sind zwei Orgelchoräle, ein Präambulum für Orgel, eine siebenstimmige Messe sowie eine achtstimmige Motette.
Der 1993 entdeckte Asteroid (7478) Hasse wurde nach ihm benannt.